# Изабела Азинари
Изабела Азинари (на италиански: Isabella Asinari; * XIV век, † 1417) е италианска благородничка, господарка на Монако (сл. 1357 – 1407) като съпруга на Рение II.

## Биография
Произлиза от семейство от Асти. Около 1368 г. се омъжва за Рение II от Монако. Наследява Илария дел Карето като съпруга на господаря на Монако, но остава в изгнание поради генуезката окупация на Монако. 
Военните ангажименти и лишаването от свобода в Англия често карат съпруга й да отсъства от Мантон – единственото господство, останало му след конфискациите след предателството му през 1368 г. Изабела отговаря за управлението и трябва да се бори често със сериозни финансови затруднения поради големите разходи, необходими за въоръжаването и поддръжката на частния флот на съпруга й, винаги възстановявани със закъснение и трудно от Кралската хазна. Следователно е необходимо да се пристъпи към постепенната ликвидация на голяма част от семейните земи и замъци. 
Овдовява през 1407 г.

## Потомство
Има четирима сина и една дъщеря: 
- Амброаз Грималди (* XIV век, † 1430/1433), съгосподар на Рокбрюн (1407 – 1427) и на Монако (1419 – 1427), абдикира, бездетен;
- Гаспар Грималди († ок. 1417), има една дъщеря
- Антоан Грималди (* XIV век, † ок. 1417), съгосподар на Рокабруна (1407 – 1427) и на Монако (1419 – 1427), абдикира, ∞ за Бианка Н., от която има един син;
- Жан I Грималди, нар. „Дълговечни“ (* 1382, Монако, † 8 май 1454, пак там), (съ)господар на Монако (1419 – 1441); ∞ за Помелина Фрегозо, от която има двама сина и една дъщеря;
- Грифета Грималди, ∞ за Лудовико Ласкарис, съгосподар на Брига;